# Conostigmus fuscipes
Conostigmus fuscipes är en stekelart som först beskrevs av Nees von Esenbeck 1834.  Conostigmus fuscipes ingår i släktet Conostigmus och familjen trefåresteklar. Inga underarter finns listade i Catalogue of Life.